# 霊鑑寺
霊鑑寺（れいかんじ）は、京都市左京区鹿ヶ谷御所ノ段町にある臨済宗南禅寺派の寺院。山号は円成山。本尊は如意輪観音。近世には皇女が入寺する尼門跡寺院であった。谷御所（たにのごしよ）、椿の寺とも呼ばれる。

## 歴史
当寺は、そもそもは後陽成天皇の典侍であった持明院基子の隠居所であった。その後、寛永20年（1643年）に基子の希望により後水尾上皇によって寺院に改修されることが決められ、翌正保元年（1644年）には上皇の娘である宗澄女王が入り、寺院化が進められた。
承応3年（1654年）5月に霊鑑寺と寺名が付けられると、女王は得度して宗澄尼と号した。以降尼門跡として5人の皇女が入室している。
御所人形が約200点ほど伝わっており、皇室ゆかりの寺宝も多い。また、後水尾上皇が椿を好まれたことから、庭園には100種類以上の椿が植えられている。なかでも日光（じっこう）椿は京都市指定天然記念物として有名である。

## 境内
- 本堂（京都市指定有形文化財） - 江戸幕府第11代将軍徳川家斉により寄進されたもの。
- 書院（京都市指定有形文化財） - 江戸時代初期に京都御所にあった後西天皇の仙洞御所の御休息所を貞享2年（1685年）に移築したもの。狩野元信、狩野永徳、丸山応挙の襖絵がある。
- 庭園 - 池泉観賞式庭園。江戸時代中期の作庭。
- 庫裏
- 玄関（京都市指定有形文化財） - 江戸時代初期に京都御所にあった後西天皇の仙洞御所の御番所を貞享2年（1685年）に移築したもの。
- 山門
- 妙見宮 - 妙見菩薩と不動明王を祀る。洛陽十二支妙見めぐり・卯（東）の札所。
- 霊鑑寺宮墓地 - 境内の南にある飛び地で宮内庁の管理下にある。ノートルダム女学院中学校・高等学校の裏にある。
  - 後西天皇皇女宗栄女王墓
  - 後伏見天皇十五世皇孫女宗真女王墓
  - 東山天皇皇曾孫女宗恭女王墓

## 文化財

### 京都市指定有形文化財
- 本堂
- 書院
- 玄関

### 京都市指定天然記念物
- 日光椿

## 前後の札所
洛陽十二支妙見めぐり・卯（東）